# Нортенгерское аббатство (фильм, 1986)
«Нортенгерское абба́тство» (англ. Northanger Abbey) — телевизионный фильм 1986 года по одноимённому роману Джейн Остин.

## Сюжет
«Нортенгерское аббатство» — это история юной Кэтрин Морланд. Девушка приглашена семейством Аллен в Бат, где на местных лечебных водах мистер Аллен лечит свою подагру. Кэти наивная семнадцатилетняя девушка, она поглощена чтением готических романов. Во время посещения Галереи, где публика пьет лечебную воду, миссис Аллен встречает свою старую школьную подругу - миссис Торп и Кэтрин знакомится с ее детьми: братом и сестрой Изабеллой и Джоном. Девушки сближаются по мере любви к подобным романам. Джеймс (брат Кэтрин) влюбляется в Изабеллу, а Джон (брат Изабеллы и друг Джеймса) увлекается Кэтрин. Однако, Кэтрин симпатизирует обаятельному и умному Генри Тилни, которого ей представили на бале. Кэтрин сдруживается с Элинор (сестрой Генри) и изредка проводит с Тилни время. Изабелла, узнав, что Джеймс (с кем она теперь помолвлена) беден, начинает флиртовать с Фредериком Тилни (старшим братом Генри и Элинор). Элинор приглашает Кэтрин погостить в их аббатстве Нортенгер, на что Кэти с радостью соглашается. Думая что гостья аббатства состоятельная особа, глава семейства, генерал Тилни, всячески поощряет Кэтрин. Когда он понимает своё заблуждение, то с позором высылает девушку из поместья. Уже будучи дома, Кэтрин скучает по Генри Тилни и разочаровывается в готических романах. Однако, история заканчивается счастливо, вскоре молодой человек приезжает и делает ей предложение.

## Актёрский состав
| В ролях          |  | Персонаж       |
| ---------------- |  | -------------- |
| Кэтрин Шлезингер |  | Кэтрин Морланд |
| Питер Фёрт       |  | Генри Тилни    |
| Роберт Харди     |  | генерал Тилни  |
| Ингрид Лэйси     |  | Элинор Тилни   |
| Грег Хикс        |  | Фредерик Тилни |
| Кэсси Стюарт     |  | Изабелла Торп  |
| Джонатан Кой     |  | Джон Торп      |
| Элви Хейл        |  | миссис Торп    |
| Филип Бёрд       |  | Джеймс Морланд |
| Дэвид Рольф      |  | мистер Морланд |
| Хелен Фрейзер    |  | миссис Морланд |
| Гуги Уизерс      |  | миссис Аллен   |
| Джеффри Чатер    |  | мистер Аллен   |
| Элейн Ив-Камерон |  | маркиза        |
| Мишель Артур     |  | Сёстры Торп    |